# Eden Lake
Eden Lake (Brasil: Sem Saída / Portugal: O Lago Perfeito) é um filme britânico de terror e suspense, escrito e dirigido por James Watkins. Lançado em 2008, foi protagonizado por Kelly Reilly, Michael Fassbender e Jack O'Connell.